# Polypodium scouleri
Polypodium scouleri là một loài thực vật có mạch trong họ Polypodiaceae. Loài này được Hook. & Grev. miêu tả khoa học đầu tiên năm 1829.

## Hình ảnh

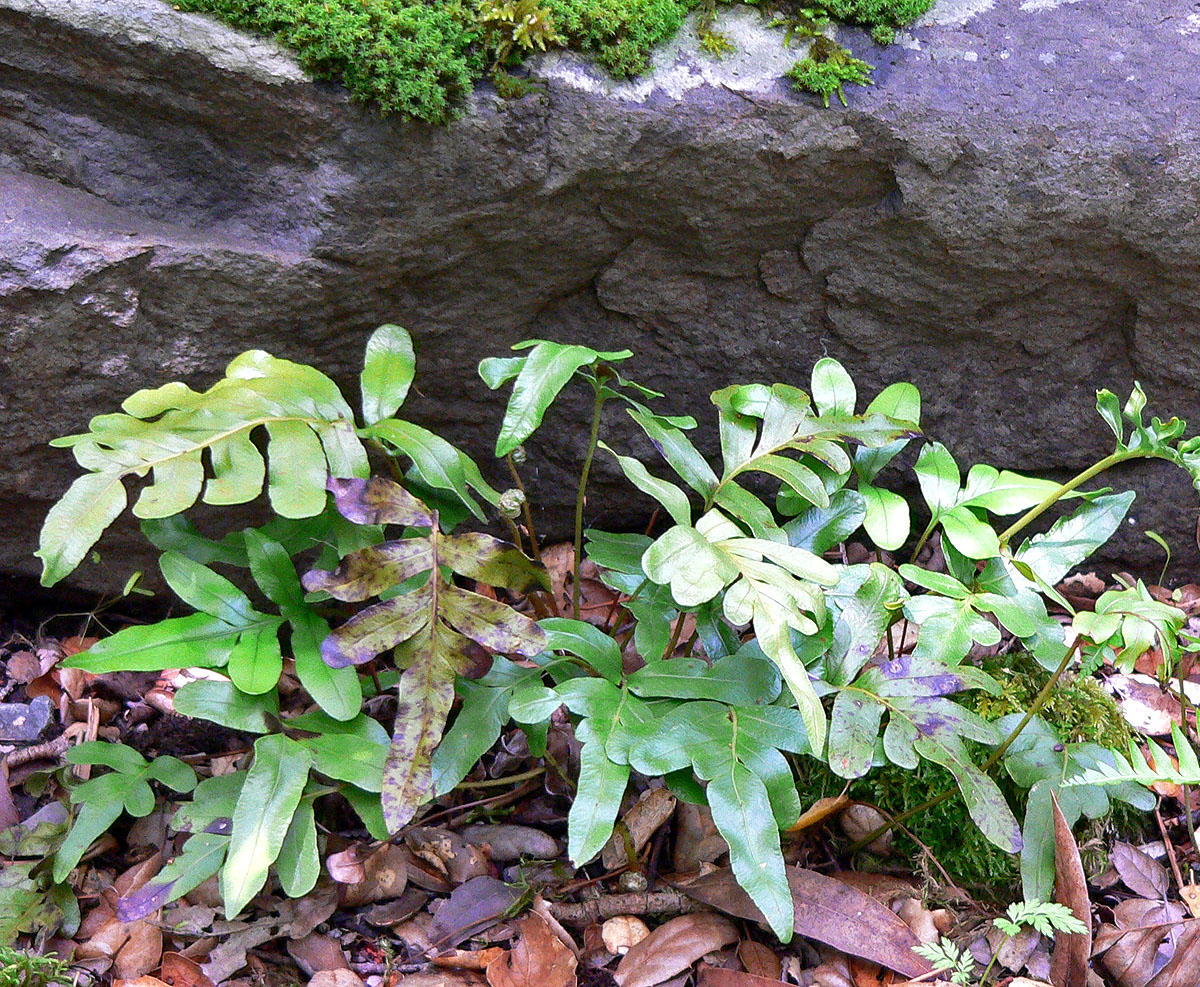
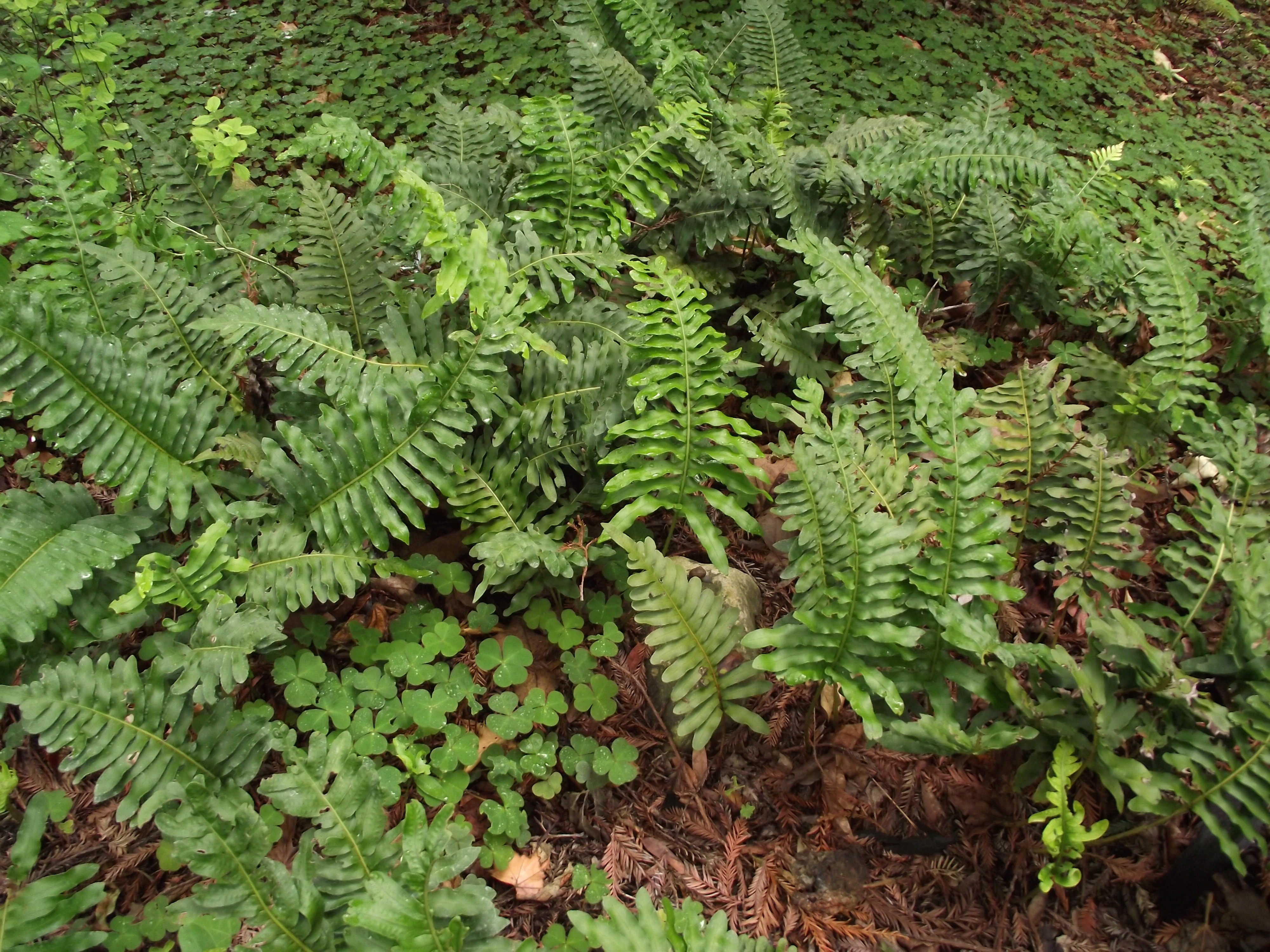
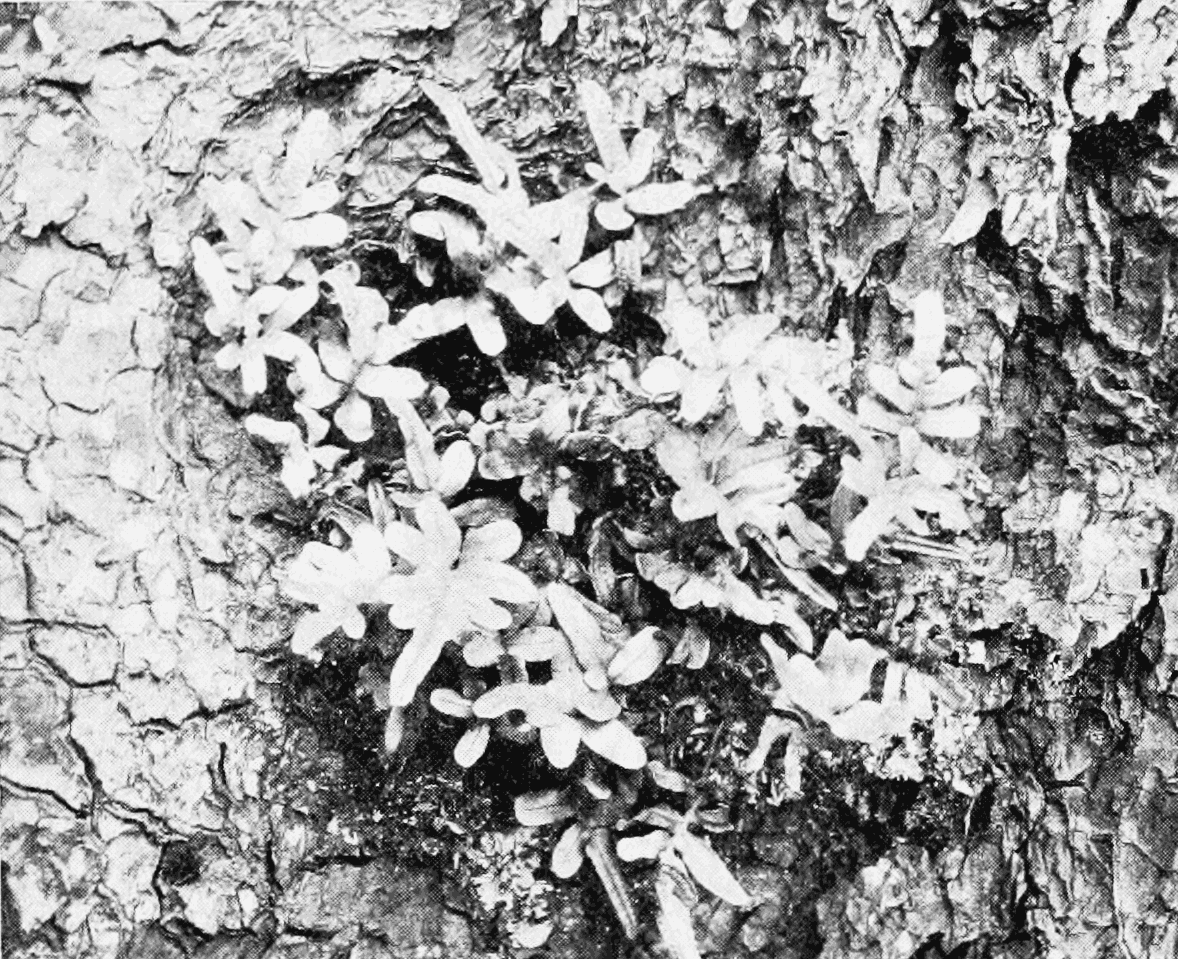